# Chiesa di Sant'Ignazio (Arezzo)
La chiesa di Sant'Ignazio è una chiesa di Arezzo che si trova fra via Giosuè Carducci e via della Fioraia.
La chiesa, una delle imprese religiose più importanti dell'Arezzo seicentesca, fu costruita tra il 1667 e il 1686 dai padri gesuiti su disegno di padre Ciriaco Pichi. Oggi è sconsacrata e trasformata in sala comunale. Ispirata a modelli d'architettura servita della fine del Cinquecento, la facciata in mattoni rispetta uno schema introdotto in Arezzo da Bartolomeo Ammannati in Santa Maria in Gradi. La decorazione a stucco dell'interno, esempio straordinario di barocco aretino, fu eseguita da Giuseppe Passardi. Sull'altare maggiore è una copia di Pier Dandini dal Cristo e sant'Ignazio di Pietro da Cortona (Pistoia, Santo Spirito). Le statue delle Virtù collocate entro nicchie lungo le pareti sono di Bernardino Raoni (1762).